# Leon Eisenberg
Pour les articles homonymes, voir Eisenberg.
Leon Eisenberg (8 août 1922 - 15 septembre 2009), fils d’immigrants judéo-russes, est un pédopsychiatre américain et un psychiatre social, ainsi qu'un formateur médical « qui a transformé la psychiatrie pédiatrique en préconisant la recherche sur le développement des problèmes,,. » Il a proposé plusieurs « premières » en médecine et en psychiatrie. Il s'est illustré en pédopsychiatrie, en autisme (en s'impliquant dans des controverses), en essais cliniques aléatoires, en médecine sociale, en santé globale, en discrimination positive et en psychiatrie fondée sur les faits.
Il a quitté le Department of Child and adolescent psychiatry du Johns Hopkins Hospital en 1967, où il était directeur du département depuis le départ de Leo Kanner en 1959. Après son départ de la Harvard Medical School en 1988, il a occupé le poste de professeur émérite en médecine sociale et en psychiatrie au Department of Global Health and Social Medicine de la Harvard Medical School à Boston[pas clair]. Il y donnait des cours, rédigeait et supervisait des étudiants,. Il a occupé ce poste jusqu'à quelques mois avant son décès en 2009.
Il a obtenu son baccalauréat et son diplôme de médecine de l'Université de Pennsylvanie. Alors qu'il suivait sa formation en psychiatrie dans deux institutions, le Johns Hopkins Hospital à Baltimore et le Massachusetts General Hospital à Boston, il y était Chief of Psychiatry pour les deux institutions.

## Controverse
Alors que toute sa vie il avait contribué à élaborer le concept de trouble du déficit de l'attention avec ou sans hyperactivité (TDAH) jusqu’à en être considéré comme le « père scientifique », Leon Eisenberg a fait, peu avant sa mort (d'un cancer de la prostate, à l'âge de 87 ans), cette ultime déclaration au journal Der Spiegel, parue le 6 février 2012 :
« Dans le DSM, le trouble du déficit de l'attention avec ou sans hyperactivité est apparue en 1968 et y a encore sa place aujourd'hui, sous le nom de TDAH, devenu banal entre-temps. C'était une maladie dans le monde qui plaisait à beaucoup de gens. L'idée que le TDAH ait des causes génétiques et qu'il soit donc congénital soulageait les parents, car cela les dédouanait par exemple d'une mauvaise éducation si leur enfant n'était pas « dans les normes ». C'est ainsi qu'en Allemagne, il y a maintenant statistiquement un enfant dans chaque classe d'école primaire avec le diagnostic de TDAH. Pour que ces enfants deviennent plus calmes, ils reçoivent des médicaments, comme la Ritaline. L'industrie s'en réjouissait : la consommation du méthylphénidate qu'il contient atteignit de nouveaux records chaque année. Alors que 34 kilos étaient encore fabriquées dans les pharmacies en 1993, l'an dernier (en 2008), ils étaient de 1 760 kilos. » « Le TDAH est un excellent exemple d'une maladie fabriquée [ADHS ist ein Paradebeispiel für eine fabrizierte Erkrankung].

## Source
- (en) Cet article est partiellement ou en totalité issu de l’article de Wikipédia en anglais intitulé « Leon Eisenberg » (voir la liste des auteurs).

### Citations originales
1. ↑  (en) « transformed child psychiatry by advocating research into developmental problems »